# Aguaturbia
Aguaturbia es una banda de rock psicodélico oriunda de Chile, formada en 1969. Se caracterizan por ser uno de los pioneros del rock psicodélico en América Latina, y por ser sujetos de polémica en los medios de prensa de Chile en los años 1970, debido a la controversia que expresaban en las primeras dos carátulas de sus primeros dos álbumes y la mezcla del rock ácido, rock psicodélico y blues en sus canciones.

## Historia

### Primera etapa y carátulas polémicas (1969-1984)
Fundada a mediados de 1969, por la pareja de Carlos Corales y Denise, el baterista Willy Cavada y Ricardo Briones en el bajo, siendo la primera banda de rock en Chile encabezada por una artista mujer, en un momento en que esa tendencia musical tenía un fuerte componente trasgresor. Corales reclutó a Cavada, que había sido baterista de Los Red Juniors. Luego se incorporó Briones, y finalmente convocaron a Denise, que cantaba como solista música pop y gogó, con la idea de la banda era contar con una cantante con actitud que capturara pronto el espíritu de la sicodelia. Las principales influencias de la banda en sus orígenes fueron Cream y Jimi Hendrix, mientras que el estilo de canto de Denise se inspiraba en Janis Joplin, Aretha Franklin y Billie Holiday.
Aguaturbia se caracterizó desde su formación por emprender el rock psicodélico, siendo uno de los pioneros en América Latina en ese estilo musical. En 1970 lanzan su primer álbum, Aguaturbia, grabado en tan solo tres días, compuesto de varias versiones y grabado completamente en inglés. El tema más controversial de su primer trabajo es «Erótica», que es una total improvisación acompañada de gemidos de masturbación provocados por la vocalista.
La carátula de Aguaturbia mostraba a los cuatro músicos desnudos, sentados en círculo y una expresión neutra en sus caras, idea inspirada del álbum Two virgins, que John Lennon y Yoko Ono habían publicado poco antes en Inglaterra. Pero en Chile, la fotografía les valió la esperable calificación de inmorales y sucios,llegando a publicarse en la portada del periódico conservador La Segunda el 13 de marzo de 1970; lo cual, a la larga, se tradujo en una excelente estrategia de marketing para atraer la atención.
El disco, editado bajo la etiqueta de RCA, tuvo una venta aceptable y apenas unos meses después, se editó su sucesor: Aguaturbia II (o Aguaturbia, Volumen 2), que generó un nuevo revuelo, quizás más grave que el anterior; esta vez, por una fotografía en la que aparecía Denise crucificada (una imagen inspirada en la obra «Cristo de San Juan de la Cruz» de Salvador Dalí). La polémica se mezcló con las agitaciones político-sociales del tiempo de la Unidad Popular. El grupo emitió una disculpa y una aclaración a la Iglesia católica y a la religión por el malentendido de la portada. Este álbum, antes de ser llamado así, pensaba titularse «Crucificada», pero nuevamente se les censuró el nombre y decidieron llamarle con algo más acorde a la numeración del álbum anterior.
La banda entonces decide marcharse del país a probar suerte a Estados Unidos en noviembre de 1970. Se quedaron en Nueva York por tres años, haciendo presentaciones con el nombre de Sun, e incursionando en ritmos latinos, como el bossa nova. Volvieron a Chile en 1973, pero la situación había cambiado radicalmente en el país en esos años. Se presentaron en el XV Festival de Viña del Mar y se despidieron dando sus últimas actuaciones masivas en marzo de 1974 en el Teatro Andes y el Teatro Caupolicán de Santiago. Posteriormente, Corales emprendió junto a Denise proyectos nuevos como Panal (1973) y La Mezcla (1984), mientras que Willy Cavada decidió emigrar a Alemania.

### Nueva etapa (1993-actualidad)

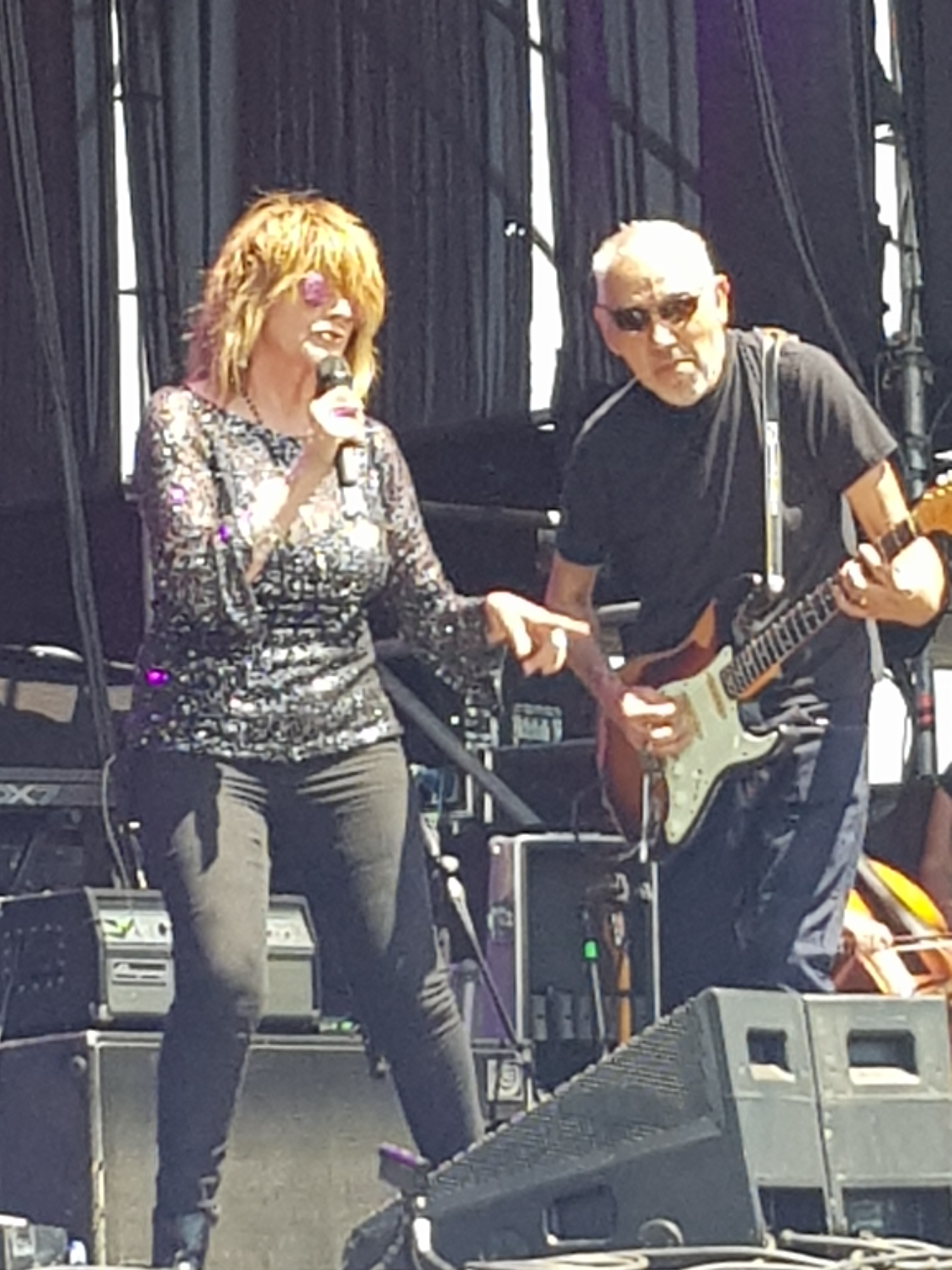
Aguaturbia tocando en la Cumbre del Rock Chileno 2018.

En 1993, se publicó el primer álbum recopilatorio de la banda, titulado Psychedelic Drugstore, editado por coleccionistas ingleses originalmente y luego reeditado por el sello británico Relics. Tiempo después, vendieron los derechos de su catálogo, siendo publicados vinilos de sus dos primeros discos en Estados Unidos y en Inglaterra.
Tras el regreso de Cavada al país, la banda se reunió para hacer una pequeña tocata en una sala de la Sociedad Chilena del Derecho de Autor en 2002, y aunque cada uno de los miembros de Aguaturbia mantenían sus caminos separados, sus esporádicas reuniones convocaban a un número no despreciable de fanáticos. Entre dichas presentaciones se cuentan las realizadas en las Cumbres del Rock, Rockódromo, Festival Maquinaria, Woodstaco, Festival Rock Merkén, entre otros. En el año 2010 grabaron un disco que incluye sus mejores éxitos en versión acústica.

Hicimos una tocata en la SCD, con 150 invitados, ¡pero llegaron 500 fanáticos que supieron de la fecha! Fue hermoso. Al día siguiente, los cinco diarios más importantes tenían en portada el concierto de nosotros, nunca antes había visto eso. De ahí para adelante no paramos.
Denise, vocalista de Aguaturbia.

El baterista Willy Cavada falleció el 1 de octubre de 2013, a los 65 años, a causa de un ataque cardíaco.
A fines de 2016, la banda, ahora solo compuesta por Denise y Corales como miembros originales, contó que estaban trabajando en un nuevo disco, el primero en casi 50 años. Con ocho canciones inéditas y en español, algo muy poco explorado en sus anteriores trabajos, fue publicado en junio de 2017, con el nombre Fe, amor y libertad, siendo mezclado por Angelo Pierattini y masterizado por Charles González. En 2016, lanzaron el primer sencillo del nuevo disco, titulado «En mi lugar»; y en mayo del siguiente año le siguió «Corazón bye bye».
Además, a inicios de 2017, se publicó un libro titulado Aguaturbia: retratos de una vida de luz, que contiene 124 páginas repletas de fotos y postales de hitos recientes para la banda, entre ellos algunas de la grabación en estudio del disco pronto a aparecer y que inicia una nueva etapa en la historia de Aguaturbia. El estreno del disco se programó para el 1 de julio de 2017 en el Teatro Nescafé de las Artes.

## Miembros
- Carlos Corales - guitarra
- Denise Corales - voz

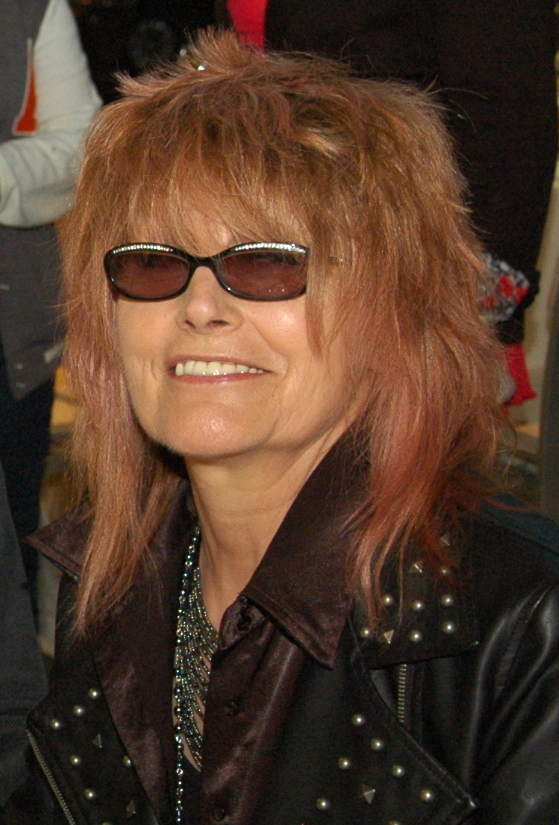
Denise, vocalista de la banda.

- Ricardo Briones - bajo (1968 - 1974)
- Willy Cavada - batería (1968 - 2013)

## Discografía

### Álbumes de estudio
- 1970 - Aguaturbia
- 1970 - Aguaturbia, Volumen 2
- 2017 - Fe, amor y libertad

### Álbumes recopilatorios
- 1993 - Psychedelic Drugstore
- 2010 - Aguaturbia acoustic version

### Sencillos
- 1970 -  E.V.O.L
- 1970 -  Heartbreaker
- 1970 -  Waterfall
- 1973 - El hombre de la guitarra
- 2016 - En mi lugar
- 2017 - Corazón bye bye
- 2020 - Siempre estarás presente
- 2022 - Ya no quiero ser (Duele, hiere, mata)